# أصلان مسخادوف
أصلان (خالد) عليفيتش مسخادوف (21 سبتمبر 1951 - 8 مارس 2005) الرئيس الثالث لجمهورية الشيشان إشكيريا وأحد أكبر قادة المقاتلين الشيشان، ولعب دورًا كبيرًا في الانتصار الشيشاني في الحرب الشيشانية الأولى، والذي نتج عنه تأسيس جمهورية الشيشان إتشكيريا، والتي انتخب رئيسًا لها في يناير 1997. ومع بداية الحرب الشيشانية الثانية في أغسطس 1999، تولى قيادة المقاومة الشيشانية المسلحة ضد قوات الجيش الروسي، إلى أن قتل في قرية تولستوي-يورت، شمال الشيشان في مارس 2005.

## مولده ونشأته
في 21 سبتمبر 1951، ولد أصلان مسخادوف في قراغندي، بكازاخستان السوفيتية، خارج الشيشان خلال فترة النفي الإجباري الذي فرضه ستالين على الشعب الشيشاني عام 1944، ثم عادت الأسرة إلى الشيشان عام 1957، عندما كان أصلان في السادسة من عمره. التحق مسخادوف بالجيش السوفياتي، وتلقى تعليمه العسكري في جورجيا المجاورة وتخرج من كلية المدفعية في تبليسي عام 1972، ثم حصل على شهادة من معهد ليننغراد العالي للمدفعية في 1981.

## البداية
عمل مسخادوف كضابط في سلاح المدفعيةالسوفيتي، ومن عام 1972 إلى عام 1978 خدم في أقصى شرق روسيا في أوسورييسك. وبين عامي 1981-1986، قضى فترة خدمته ضمن فوج مدفعية في المجر، ثم خدم في منطقة البلطيق العسكرية، وكان أحد المشاركين في حملة الجيش السوفيتي لقمع محاولة استقلال ليتوانيا عام 1991. تقاعد مسخادوف من الجيش السوفياتي في عام 1992 وهو برتبة عقيد، بعد أن حصل على وسامي «خدمة الوطن في القوات المسلحة» من الدرجتين الثانية والثالثة خلال خدمته في الجيش الروسي. وبعد عودته إلى بلاده، تولى قيادة الدفاع المدني بين أواخر عام 1992 ونوفمبر 1993، ثم تم تنصيبه رئيسًا لأركان القوات المسلحة الشيشانية.

## الحرب الشيشانية الأولى
في ديسمبر 1994، عندما اندلعت الحرب الشيشانية الأولى، كان مسخادوف من الشخصيات العسكرية الشيشانية البارزة خلال الحرب، ولعب دورًا كبيرًا في انتصار الشيشان على القوات الروسية. فبصفته النائب الأول لرئيس مجلس الدفاع ورئيس أركان القوات الشيشانية، نظّم مسخادوف دفاعات العاصمة غروزني خلال معركة غروزني في نوفمبر 1994. وفي فبراير 1995، عينه الرئيس جوهر دوداييف قائدًا عامًا للقوات. وفي يونيو 1995، شارك مسخادوف في محادثات السلام في غروزني من أجل إيجاد حل للأزمة في الشيشان. في يونيو 1996، وقّع مسخادوف عن الجانب الشيشاني على بروتوكول اجتماع اللجنة بشأن وقف إطلاق النار والتدابير الرامية إلى حل النزاعات المسلحة في الشيشان، في المفاوضات التي جرت في نازران بجمهورية إنغوشيا المجاورة. وفي أغسطس 1996، وبعد أن حاصرت القوات الشيشانية غروزني، وقع مسخاوف مع ألكسندر ليبيد في 31 أغسطس 1996، اتفاقية خاسافيورت التي أفضت إلى وقف إطلاق النار ومعاهدة سلام وقعها مسخادوف مع الرئيس الروسي بوريس يلتسن، والتي وضعت نهاية للحرب الشيشانية الأولى.

## ما بين الحربين وتوليه الرئاسة
في 17 أكتوبر 1996، عين مسخادوف رئيس للوزراء في الشيشان، مع احتفاظه بمنصبي رئيس الأركان ووزير الدفاع، ثم رشح مسخادوف نفسه لمنصب رئيس الشيشان في 3 ديسمبر 1996. وفي يناير 1997، أجريت انتخابات رئاسية وبرلمانية ديموقراطية حرة في الشيشان، وفق الدستور الشيشاني الذي اعتمد في مارس 1992، وتحت إشراف منظمة الأمن والتعاون في أوروبا، وكان منافسيه فيها شامل باساييف وسليم خان ياندرباييف. فاز مسخادوف بأغلبية 60 % من الأصوات في تلك الانتخابات، ليصبح بذلك ثالث رئيس منتخب للشيشان. شغل مسخادوف المنصب في 12 فبراير 1997، كما احتفظ بمنصب رئيس الوزراء، وألغى منصب وزير الدفاع الذي كان يشغله منذ نهاية عام 1996. كما بقي مسخادوف في منصب القائد العام للقوات المسلحة الشيشانية. وفي 12 مايو 1997، وقّع مسخادوف معاهدة سلام مع يلتسين في الكرملين.
عند توليه الرئاسة، كانت الأوضاع الداخلية صعبة، حيث كان ما يقرب من نصف مليون شخص (40 % من سكان الشيشان قبل الحرب) مشردين في الداخل، يعيشون في مخيمات لاجئين أو في قرى مكتظة بالسكان. إضافة إلى الاقتصاد المُدمر، كان الموقف متأزمًا مع قادة الكتائب العسكرية الذين لم تكن لديهم النية لتسريح قواتهم في ظل هذه الظروف، والتي وصل عددها في منتصف عام 1998، إلى 300 ميليشيا خارج نطاق القوات المسلحة الشيشانية، مما صعّب من مهمة مسخادوف السياسية. وعلى الصعيد الأمني، كان البلاد في حالة فوضى حيث انتشرت الجريمة المنظمة وجرائم الاختطاف، مما استوجب تنفيذ عدة عمليات إعدام علنية لبعض المجرمين، وبعض المجموعات الأصولية الإسلامية، التي يدعمها باساييف، مما نتج عنه حالة من الانقسام بين الأصوليين والقوميين الشيشان. وفي فبراير 1999، عرض مسخادوف تطبيق الشريعة الإسلامية، وتأسيس المحاكم الشرعية لجمع الصف مع الأصوليين. كما حرص بعد الانتخابات الرئاسية على لمّ الشمل، فأصدر قرارًا بتعيين باساييف نائبًا لرئيس أركان الجيش الشيشاني أولاً، ثم أتبع ذلك بجعله نائبًا لرئيس الوزراء.
خلال تلك الفترة، نجا مسخادوف من عدة محاولات اغتيال فاشلة في 23 يوليو 1998 و21 مارس و10 أبريل 1999، والتي استخدم فيها المهاجمون صواريخ مضادة للدبابات والقنابل، ووجه الاتهام فيها رسميًا إلى أجهزة الاستخبارات الروسية.

## الحرب الشيشانية الثانية
في صيف عام 1999، أدان محاولة باساييف وخطاب شن حرب لدفع الروس إلى مغادرة جمهورية داغستان المجاورة. وفي الأول من أكتوبر عام 1999، اتخذ الروس من عملية غزو داغستان وتفجيرات المساكن الروسية سببًا لتوجيه اللوم إلى الشيشان، حيث أعلن رئيس الوزراء الروسي فلاديمير بوتين أن سلطة الرئيس مسخادوف وبرلمانه أصبحت غير شرعية، وأرسل بوتين قوات روسية إلى الشيشان، في 30 سبتمبر 1999، ووعد بوتين بتحقيق نصر سريع وحاسم.
وفي 11 أكتوبر 1999، قدم مسخادوف خطة سلام مبنية على القيام بحملة ضد قادة الكتائب المنشقين، إلا أن الروس رفضوا العرض. وفي المقابل، أعلن مسخادوف حربًا مقدسة لمواجهة هجمات الجيش الروسي، وأعلن الأحكام العرفية واستدعى قوات الاحتياط في الشيشان، وكان أحد القادة الذين شاركوا في معركة غروزني. ولكن بعد انسحاب القوات الشيشانية من العاصمة المدمرة، شارك مسخادوف في حرب العصابات التي شنها الشيشانيون على القوات الروسية، وأصبح الثاني في قائمة المطلوب القبض عليهم في روسيا بعد باساييف، حيث رصدت روسيا مكافأة تقدر بنحو 10 ملايين دولار نظير اعتقاله، حيث كان ينظر إليه على أنه الزعيم السياسي الرسمي للقوات الشيشانية خلال الحرب. وقد عرض مسخادوف استعداده لإجراء محادثات سلام غير مشروطة لإيجاد حل سياسي من الجانب الروسي عدة مرات في عام 2000 وحده، وكرر العرض في السنوات التالية، لكن الروس تجاهلوا نداءاته دائمًا.
دعا مسخادوف إلى المقاومة المسلحة ضد الاحتلال الروسي، وأدان الهجمات على المدنيين. كما أيّد اغتيال الرئيس الشيشاني الموالي لروسيا أحمد قديروف في الشيشان، في حين أدان اغتيال روسيا للرئيس الشيشاني السابق سليم خان ياندرباييف في قطر عام 2004. وغالبًا ما كان مسخادوف ينفي مسؤوليته عن الأعمال الانتحارية ضد المدنيين الروس التي كان يقوم بها أتباع باساييف، وكان يصدر بيانات استنكار لمثل تلك الحوادث من خلال متحدثين في الخارج أمثال أحمد زكاييف في لندن. ومع ذلك، يدعي الروس بأنه في 24 أكتوبر 2002، تم اعتراض اتصالات لاسلكية لرسائل من مسخادوف يدعو فيها إلى تكثيف الأنشطة الانتحارية في الأراضي الروسية. كما إدعوا أن اثنان من المشاركين اعترفا بتورط مسخادوف في أزمة رهائن مسرح موسكو. وعلى الرغم من أنه نفيه مسؤوليته في البداية عن الهجوم على نازران عام 2004، والذي قتل فيها 98 من قوات الشرطة، إلا أنه في يوليو 2004، أعلن مسخادوف مسؤوليته عن الهجمات. في الشهر نفسه، وعدت بهجمات مماثلة، وتعهد بأنه سيهاجم الفائز في الانتخابات الرئاسية المقبلة في الشيشان لكونه سيكون رئيسًا غير شرعي.
اتمهمته روسيا في عام 2004، بالتورط في أزمة رهائن مدرسة بسلان، وأدانته بتهمة الإرهاب. ووفقًا لبي بي سي، فقد نفى مسخادوف ذلك، مستنكرًا الحادث واصفًا منفذي العملية «بالمجانين الذين خرجوا عن شعورهم نتيجة الأعمال الوحشية الروسية».
وفي 15 يناير 2005، أصدر مسخادوف أمرًا بوقف جميع العمليات العسكرية باستثناء حالات الدفاع عن النفس، سواءً داخل أو خارج الشيشان، حتى نهاية فبراير، ودعا مجددًا إلى التفاوض لإنهاء النزاع في الشيشان. ونقل عنه أحد مساعديه، أنه لم يعد يسعى إلى الاستقلال، ولكن على الأقل يسعى إلى «ضمانات تضمن وجود الشعب الشيشاني». وكانت المفاجأة أن باساييف التزم بوقف إطلاق النار أحادي الجانب، إلا أنه قوبل برفض قاطع من قبل قادة روسيا والحكومة الموالية لروسيا، رافضين القبول بالتفاوض.

## وفاته
قتل مسخادوف في 8 مارس 2005، ودفن في قبر مجهول، وسط ادعاءات روسية بأنه قتل على أيدي دائرة الأمن الاتحادي الروسي (الاستخبارات الروسية)، حيث كان مختبئًا عند أحد أقاربه، وخلال العملية، ألقي القبض على بعض معاونيه وحكم عليهم بالسجن لفترات مختلفة بتهمة المشاركة في مجموعات مسلحة غير مشروعة وحيازة أسلحة بصورة غير شرعية. كان من بين مرافقيه حينئذ ابن أخيه حاجي مراد، الذي قال عند استجوابه: «كان عمي دائمًا ما يقول لي، إن أنا أُصبت أطلق النار عليّ، فإن أسروني سيعاملونني معاملة سيئة كصدام حسين.» وفي 24 أبريل 2006، رفضت السلطات الروسية تسليم رفاته لأسرته لتدفن، معللةً ذلك بأنه لا يتم تسليم رفات الإرهابيين إلى ذويهم، ولا يعلن عن أماكن دفنهم، وفق قانون صادر في 20 مارس 2003، مما دعا عائلة مسخادوف للقيام بحملة للإفراج عن رفاته أو الكشف عما حدث لجثته. وفي 15 سبتمبر 2005، مُنح لقب الجنرال شرفيًا بعد وفاته.

## وصلات خارجية
- أصلان مسخادوف على موقع الموسوعة البريطانية (الإنجليزية)
- أصلان مسخادوف على موقع مونزينجر (الألمانية)

### سيرته الذاتية
- Biography on the site of the ChRI Ministry for Foreign Affairs
- Biography on the Chechen.org site (in Russian)

### مقابلات
- 1999 interview by Marie Bennigsen-Broxup posted on the Small Wars Journal web site
- The last interview Maskhadov gave before his death to RFE/RL
- Controversial interview Maskhadov gave to Boris Berezovsky's Kommersant newspaper

### تقارير حول وفاته
- New York Times: Russian Forces, in Raid, Kill Leader of Chechnya Separatists
- RFE/RL: Reports Say Chechen Leader Maskhadov Killed
- Christian Science Monitor: Killing of Chechen leader may empower hard-liners
- The Guardian: Chechnya loses its Yasser Arafat
- CNN: Maskhadov: Chechnya's defiant ex-leader
- BBC News: Chechen leader Maskhadov 'killed'
- NTV: Масхадова случайно взорвали в бункере (ФОТО) (in Russian)
- Reuters: Maskhadov's Son Vows to Continue Dad's Chechen Work
- Kommersant: Aslan Maskhadov Killed (includes timeline of attempts on Maskhadov's life)
- BBC News: Russians 'paid Maskhadov bounty'
- Thanks from the new Czar A comment on the assassination of Chechen leader Aslan Maskhadov by Andre Glucksmann

### نعيه
- Obituary from the BBC
- Obituary from The Daily Telegraph
- Obituary from The Guardian
- Obituary from The Economist
- Editorial from the Washington Post

| سبقه سليم خان ياندرباييف | رئيس جمهورية الشيشان إتشكيريا 1997-2005 | تبعه عبد الحليم سعدلاييف |